# 卸本町 (横浜市)
卸本町（おろしほんちょう）とは、神奈川県横浜市瀬谷区の町名。丁番を持たない単独町名である。住居表示未実施区域。人口はごく僅かである。

## 地理
瀬谷区北部に位置する。周辺には読売新聞の印刷工場や横浜総合卸センターがあり、工業施設が主である。
また周辺には国道16号や大和バイパス、保土ヶ谷バイパス、東名道横浜町田ICなどがある。
- また、地名の読みを地元の人でも『おろしほんまち』といっているが、正式名は『おろしほんちょう』であるので注意したい。

## 歴史

### 沿革
- 1980年（昭和55年）3月31日 町界町名地番整理事業の施行に伴い、瀬谷町字土橋・長谷向・上長谷・上笹原・芦原・二ツ野・元林・鍵谷・中平池、旭区上川井町字市坂、緑区長津田町字滝沢の各一部から新設。

### 地名の由来
町内に所在する横浜総合卸センターから「卸本町」と名付けた。

## 事業所
2021年（令和3年）現在の経済センサス調査による事業所数と従業員数は以下の通りである。
| 町丁   | 事業所数  | 従業員数 |
| ------ | --------- | -------- |
| 卸本町 | 105事業所 | 1,902人  |

### 事業者数の変遷
経済センサスによる事業所数の推移。
| 年                 | 事業者数 |
| ------------------ | -------- |
| 2016年（平成28年） | 112      |
| 2021年（令和3年）  | 105      |

### 従業員数の変遷
経済センサスによる従業員数の推移。
| 年                 | 従業員数 |
| ------------------ | -------- |
| 2016年（平成28年） | 2,080    |
| 2021年（令和3年）  | 1,902    |

## 交通
- 相鉄線三ツ境駅から組合バス（専用バス）
- JR横浜線十日市場駅から組合バス（専用バス）
- 小田急江ノ島線鶴間駅または、相鉄線鶴ヶ峰駅から神奈中バス「卸センター前」下車。

## 道路
- 国道16号線（東京環状)
  - 大和バイパス
  - 保土ヶ谷バイパス
- 横浜市道18号環状4号線 (環状4号)
- 市道五貫目第33号線 (旧国道16号) (八王子街道)

## その他

### 日本郵便
- 郵便番号 : 246-0001[2]（集配局：瀬谷郵便局[7]）。

### 警察
町内の警察の管轄区域は以下の通りである。
| 番地等 | 警察署     | 交番・駐在所 |
| ------ | ---------- | ------------ |
| 全域   | 瀬谷警察署 | 目黒交番     |